# Julia van Wilpe
Julia van Wilpe Letow (Bremen, 10 de febrero de 1942) es un arquitecta alemana, que migra a Costa Rica en 1964, y comienza su aprendizaje en la ruta hacia el estudio del clima y la arquitectura tropical. Es una arquitecta pionera en Costa Rica y ha consolidado más de 40 proyectos construidos e incontables propuestas.

## Biografía
Nacida en la ciudad de Bremen, Alemania, el 10 de febrero de 1942, creció en tiempos de guerra y posguerra. Es hija de Rebeka Lettow, una diseñadora de modas y de Kurt Lettow, un reconocido escultor de Bremen.
En 1961 inició sus estudios en la Facultad de Arquitectura y Ciencias del Paisaje en la Universidad de Hannover (LUH) en donde descubrió el Movimiento Moderno en arquitectura. Julia van Wilpe se graduó con reconocimiento honorem con especialidad en climatología y diseño tropical con métodos naturales.
En 1964 tomó la decisión de mudarse a Costa Rica y es aquí donde su aprendizaje tomó la ruta hacia el estudio del clima y finalmente, la arquitectura tropical o arquitectura basada en el clima. 

## Trayectoria
Sus primeros años en Costa Rica le permitieron observar y adaptarse al medio, siempre buscando el conocimiento y la experiencia que le permitió más adelante desarrollar su propio estilo explorando lo formal, material, simbólico, estético y en especial tomar en cuenta el clima y la naturaleza como elemento pivote. Es la octava mujer registrada como arquitecta ante el Colegio Federado de Ingenieros y Arquitectos de Costa Rica, en 1978, mientras que en ese momento había una cantidad de 191 arquitectos agremiados. Es la primera mujer arquitecta en abrir una oficina propia. 
El interés del sector turístico en desarrollar las costas del Pacífico de Costa Rica en la década de 1970 permitió que Julia van Wilpe participara en proyectos residenciales, específicamente en las playas de Nosara, en la provincia de Guanacaste. Su objetivo era lograr la sostenibilidad en cada uno de sus proyectos, ya que para ella la arquitectura basada en el clima va más allá del conocimiento del recorrido solar y la ventilación cruzada, también debe asumir el conocimiento sobre la vegetación de la zona, el contexto inmediato, el manejo de la luz natural, la topografía y la relación entre los espacios internos y externos.
Además, su profesión no se concentró únicamente en pensar en el objeto construido, también participó en procesos de protección de refugios naturales, como asesora del Ministerio de Recursos Naturales Energía y Minas ahora MINAET, como la Zona Marítimo Terrestre en el Pacífico Norte, de la Región Chorotega, en donde buscó, junto con su equipo de trabajo, mantener e incluir el Refugio de Vida Silvestre Ostional para el desove de la Tortuga verde, con lo que se logró recuperar y regenerar un bosque secundario. Esto demuestra que la planificación arquitectónica, más allá de mejorar la calidad de vida de las personas usuarias, también es una oportunidad para conservar y resguardar el ecosistema. 
Otro caso fue la construcción del primer condominio de lotes con enfoque sostenible del país, denominado “Parque Montaña del Sol” ubicado en Santa Ana, el cual también recibió mención honorífica en la II Bienal de Arquitectura y Urbanismo de Costa Rica en 1994.
Julia van Wilpe es una de las pioneras en aventurarse y explorar la arquitectura para Costa Rica. Gracias a ella, sus obras y su participación en diversas instituciones, hoy tenemos un registro de la presencia de las mujeres en la construcción, diseño, política y activismo.

## Docencia
Su experiencia y años de estudio e investigación generaron tal proyección de su hacer arquitectónico que finalmente Julia van Wilpe tuvo la oportunidad de instruir y compartir conocimiento en la Universidad Autónoma de Centro América (UACA) en la que trabajó 20 años como tutora en Climatología, Diseño y Teoría del Diseño, desde 1977 hasta 1995. En 1986 recibió el título de catedrática de la misma universidad, siendo profesora en los cursos de diseño arquitectónico, teoría del diseño y climatología. También fue nombrada miembro del Consejo Académico para la carrera de diseño Industrial.
Paralelamente imparte cursos de Diseño tropical en la Universidad Veritas y cursos en el programa de Educación Continua del Colegio de Arquitectos de Costa Rica y el Colegio Federado de Ingenieros y Arquitectos de Costa Rica.

## Labor gremial
- Fue miembro de la Junta directiva del Colegio de Arquitectos de Costa Rica durante varios años y la primera mujer representante ante la Junta Directa del Colegio Federado de Ingenieros y Arquitectos de Costa Rica. Además de participante en varias comisiones y organizadora de exposiciones y eventos.
- Representante de Costa Rica en varios Congresos Internacionales de la Unión Internacional de Arquitectos - UIA en México, Polonia, Egipto, Inglaterra, USA, España, Alemania.
- Miembro y vicepresidente de la Camera de Consultores de Ingenieros y Arquitectos Privados durante 10 años.
- Cofundadora de dos Fundaciones: “Santa Ana, Cero Carbono” y “Protección de las tortugas Baula”.
- Participa en la creación del Plan Regulador de Santa Ana y el Plan de manejo de la Zona Protectora de los Cerros de Escazú.
- Participa en comisiones de la Municipalidad de Santa Ana y en proyectos comunales de desarrollo en Nosara.
- Consultora de SETENA.

## Premios y reconocimientos
- En 1986 recibió el título de catedrática de la Universidad Autónoma de Centro América.
- En 1992 ganó el Primer Lugar en la Primera Bienal de Arquitectura de Costa Rica organizada por el CFIA con su proyecto “Intentos de una Planificación Ecológica - Playa Grande de Costa Rica” y mención honorífica con el diseño del “Hotel Monteverde Lodge” ubicado cerca de la reserva del mismo nombre.
- Recibe, en conjunto a su equipo, la primera mención honorífica latinoamericana, en la categoría de ordenamiento territorial y urbanismo en la VIII Bienal Panamericana en Quito, Ecuador de 1992.
- Recibió mención honorífica en la II Bienal de Arquitectura y Urbanismo de Costa Rica en 1994, con su proyecto “Casa de un Escultor (Casa Kors) en Montaña del Sol” ubicado en Santa Ana.
- En el 2012 la Universidad Hispanoamericana la nombra “Pionera del Diseño Climático”, recibiendo un homenaje.
- En 2012 publicó un libro sobre la obra de su padre, el escultor Kurt Lettow. Además, organizó una exposición con las obras de él en Bremen, su ciudad natal, entregando su legado al archivo estatal de esa ciudad.
- El Colegio Federado de Ingenieros y Arquitectos de Costa Rica le brindo un homenaje en 2014 por su trayectoria profesional y su aporte a la arquitectura costarricense.
- Nominada al Premio Nacional José María Barrantes  en 2016 y 2022.

## Principales obras[4]
- Proyecto Montaña del Sol, de 1985. Primer condominio en lotes con un reglamento novedoso, la primera instalación eléctrica subterránea y un programa de reforestación en 30 hectáreas, basado en criterios de inflorescencia y creación de cadenas alimenticias para flora y fauna. Gana premio de mención de honor en Bienal de Arquitectura de Costa Rica.
- Proyecto Intentos de una Planificación ecológica, de 1992. Plan maestro en 140 hectáreas en Playa Grande, primer proyecto urbanístico costarricense que gana premio latinoamericano, en la VIII Bienal Panamericana en Quito, Ecuador de 1992
- Proyecto Hotel de montaña Monteverde Lodge, de 1970.  Primer proyecto turístico costero que deja libre de construcciones la ZMT, Playas de Nosara, 500 hectáreas. Gana premio de mención de honor Bienal de Arquitectura de Costa Rica.